# 바이아이
바이아이(라틴어: Baiae, 이탈리아어: Baia 바이아[*])는 나폴리만 해안가의 북서쪽이자 현재는 바콜리 코무네에 위치한 로마 시대 도시이다. 고대 시대에 있어 수세기 특히나 로마 공화정 말기 시기에 부유층들이 애용하는 휴향지였으며, 당시에 이곳에 기원전 100년부터 서기 500년에 걸쳐 저택들을 지은 로마 부유층들한테 카프리, 폼페이, 헤르쿨라네움보다 낫다고 여겨졌다. 이곳은 쾌락적 서비스와 방문객들의 부패와 추문 소식들로 악명높았다.
이 도시의 저지대는 시간이 흘러 화산 및, 지반이 솟거나 꺼지는 완만 지동 활동으로 인해 바다에 잠기게 되었으며, 최근 수중 고고학을 통해 여러 훌륭한 건축물들이 발견되었고 현재는 수중 고고학 공원에서 보존되고 있다.
고지대의 많은 인상적 건축물들은 'Parco Archeologico delle Terme di Baia'에서 볼 수 있다.

## 명칭
바이아이는 호메로스의 오딧세이에 나오는 오디세우스의 함선의 조타수인 바이오스(고대 그리스어: gre Βαῖος[*])의 이름을 따 붙여졌다고 하며, 바이오스는 이곳 근처에 묻혔다고 전해진다. 인접한 "바이아누스만" (라틴어: Sinus Baianus)은 이 도시의 이름을 따 붙여졌다. 현재는 푸초올리만의 서쪽 부분을 이루고 있다.
이곳은 기원전 175년에 아콰이 쿠마나이(라틴어: Aquae Cumanae, "쿠마에 해역")이라는 이름으로 언급되기도 했다.

## 역사

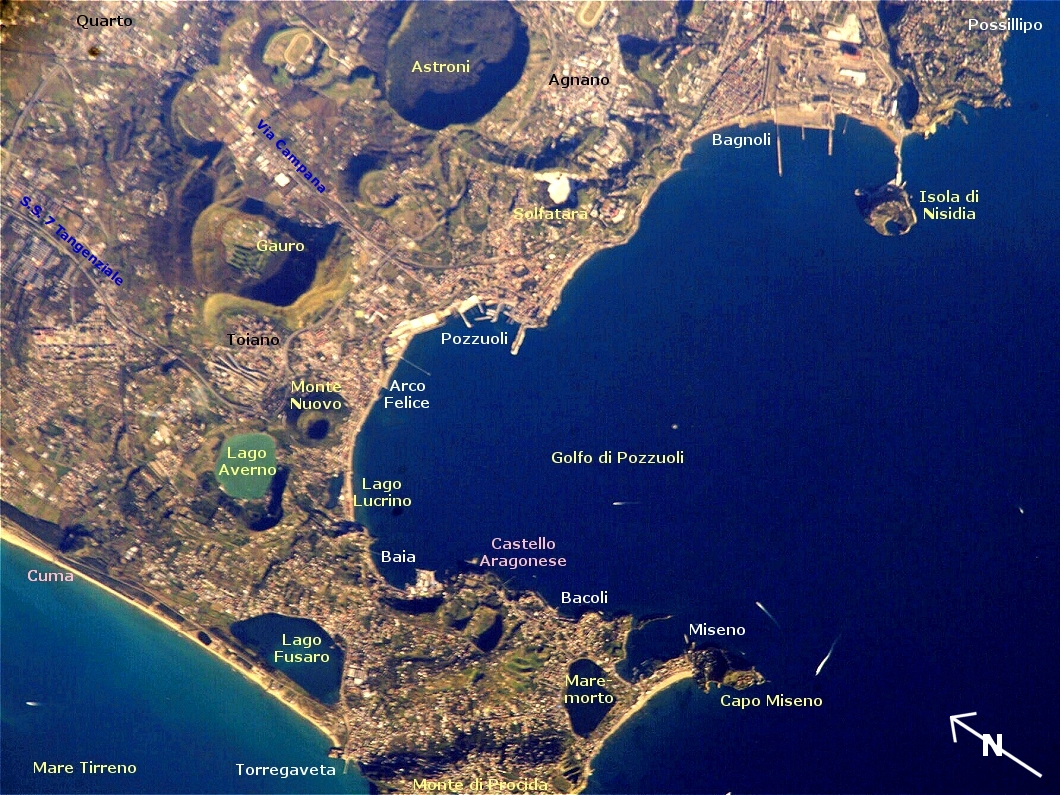
위성 사진

바이아이는 활화산 지대인 캄피 플레그레이의 쿠마에반도에 세워졌다. 아마 본래는 쿠마에의 항구로서 발전했던 것으로 보인다.
바이아이는 특히나 로마 공화정 말기에 부유층들에게 인기가 있었던 곳이었다. 마리우스, 루쿨루스, 폼페이우스 등 모든 이들이 자주 이곳을 찾았다. 율리우스 카이사르는 이곳에 빌라를 두었으며, 아우구스투스 시기에는 바이아이의 대부분이 황가의 사유지가 되었다. 네로는 1세기 중엽에 건설된 뛰어난 빌라를 갖고 있었고 하드리아누스는 서기 138년 이곳에 있던 저택에서 죽음을 맞이하기도 했다. 또한 셉티미우스 세베루스가 자주 찾던 곳이기도 했다. 이곳의 휴향 시설은 가끔씩 황제 일가와의 친밀한 관계를 이용하기도 했는데, 수에토니우스는 자신의 역사서에 폼페이우스의 딸 폼페이아 마그나가 어린 티베리우스에게 건내준 망토, 브로치, 금으로 된 불라 등이 서기 120년경 이곳에 전시되어 있다고 하였다.
수에토니우스에 의하면, 서기 39년에 바이아이는 괴짜 황제 칼리굴라가 "말을 타고 바이아이만을 건너지 않은 한 황제가 될 기회가 없다"라는 점성술사 트라실로스의 예언에 대응하면서 이목을 끄는 장소가 되었다. 칼리굴라는 이 지역의 배들을 모아, 함께 묶고 모래로 중량을 나가게 한 뒤에 바이아이에서 시작하여 인접한 항구 푸테올리까지 이어지는, 3 마일 길이의 부교를 건설케 하였다. 금색 망토를 뒤집어 쓴, 그는 말을 타고 이곳을 건넜다. 카시우스 디오의 '로마사' 또한 황제가 부교를 따라 간격에 맞게 상수 시설을 갖춘 휴게시설과 침실을 지으라고 했다는 상세한 내용을 포함하고 있다. 18세기까지는, 산재되어 있던 부교의 파편들이 관광객들에게 '칼리굴라의 부교'라는 이름으로 여전히 그 모습을 나타내고 있었다. Simon J.V. Malloch는 수에토니우스의 기술이 칼리굴라에 대한 편견에 물들어 있었을 것이다라고 주장했는데, 그는 나폴리만을 건너는 행위는 칼리굴라의 군사적 영광을 위한 토대를 마련하는 데 있어 탁월하고 안정적 수단이라고 주장했다."
바이아이는 이곳 거주민들과 방문객들의 쾌락주의적 생활방식으로 유명했다. 기원전 56년에, 저명한 사교계 명사 클로디아는 마르쿠스 카일리우스 루푸스의 재판 당시에 변호인단 측한테 해변 파티와 긴 술자리에 탐닉하고, 로마와 '붐비는 바이아이 휴향지'에서 매춘부처럼 산다며 비난을 받았다. 아우구스투스 시대에 프로페르티우스가 쓴 한 비가는 이곳을 '보부도덕함과 범죄'의 소굴로 묘사한다. 1세기에, '바이아이와 범죄'는 소 세네카가 쓴 도덕 서신 중 한 편을 이룬다. 그는 바이아이를 소녀들은 소녀가 되기 위해, 나이든 여성들은 소녀가 되기 위해, 그리고 몇몇 남자들은 소녀가 되던 '사치의 소용돌이' 그리고 '범죄의 항구'로 묘사했다.
이곳은 결코 자치도시 지위를 얻지 못 했으며, 인접한 쿠마에를 통해 행정 관리를 받았다.
기원전 36년부터, 바이아이는 루크리누스 호수(이곳에서 부터 짧은 수로를 통해 아베르누스 호수와 이어졌다)의 퇴적 현상으로 인해 남쪽 4km에 미세눔 만의 두 개 항구를 쓰기 위해 버려진, 로마 해군의 서부 함대의 기지였던 포르투스 율리우스를 포함했다.
바이아이는 야만인의 침입기 기간에 약탈당했고 8세기에는 무슬림 약탈자들에게 다시 한번 약탈당했다. 1500년경에 말라리아로 인해 버려졌고, 페드로 데 톨레도가 16세기에 카스텔로 디 바이아(Castello di Baia)라는 성을 지었다.

## 고고학
이곳 유적지는 가끔식 로마 조각품들이 출토되었다. 베누스 데 메디치의 이형인 바이아이의 아프로디테가 1803년 이전 어느 시기에 이곳에서 발굴된 것이라 하며, 1803년은 영국의 골동품상 토머스 호프가 이 비너스상을 런던 더체스 스트리트에 있는 그의 화랑에 전시를 시작한 시기이다.
주요 고고학 유적지들은 1941년부터 집중적으로 발굴되었으며, 공화정 후기, 아우구스투스, 하드리아누스 시대부터 제국 말기까지에 속하는 건축물, 빌라, 욕장 단지 등이 발굴되었다.
완만 지동으로 인해 해수면 아래에 있게 된 저지대는 두 세기에 걸쳐 잠긴 것으로 보이는데, 3세기와 4세기 사이에 한 번, 그리고 여전히 제정 말기에 속하는 한 세기 뒤에 상당한 침수가 일어났다. 바이아이의 저지대는 8세기 말에는 대부분이 물에 잠겨 있었다.
헬레니즘 조각품들에 대한 석고 모형 보관소가 바이아이의 소산드라 욕장 지하 창고에서 발견되었다. 여기서 나온 석고 모형들은 현재 바이아이의 고고학 박물관에서 전시되고 있다. 박물관의 소장품에는 몇몇 유명 조각품들을 포함하고 있으며 여기에는 아테네의 '모디오스와 아리스토게이톤'과 벨레트리의 아테나 등이 있다. 이 지역에 이탈리아 시장을 위한 그리스 예술품에 대한 대규모 대리석 및 청동 복제품 공방이 있었을 것으로 제시된다.

## 기념물

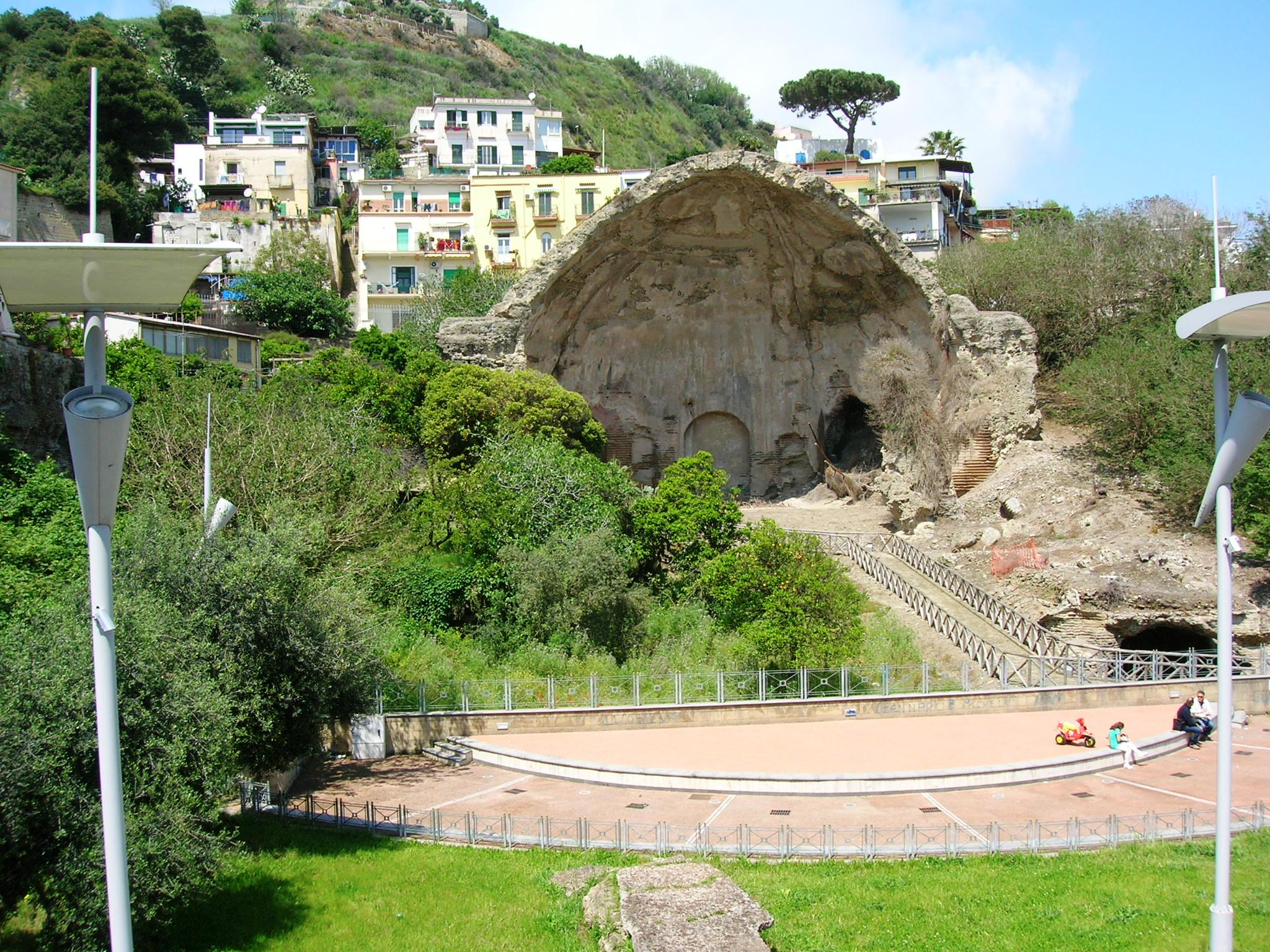
디아나 신전

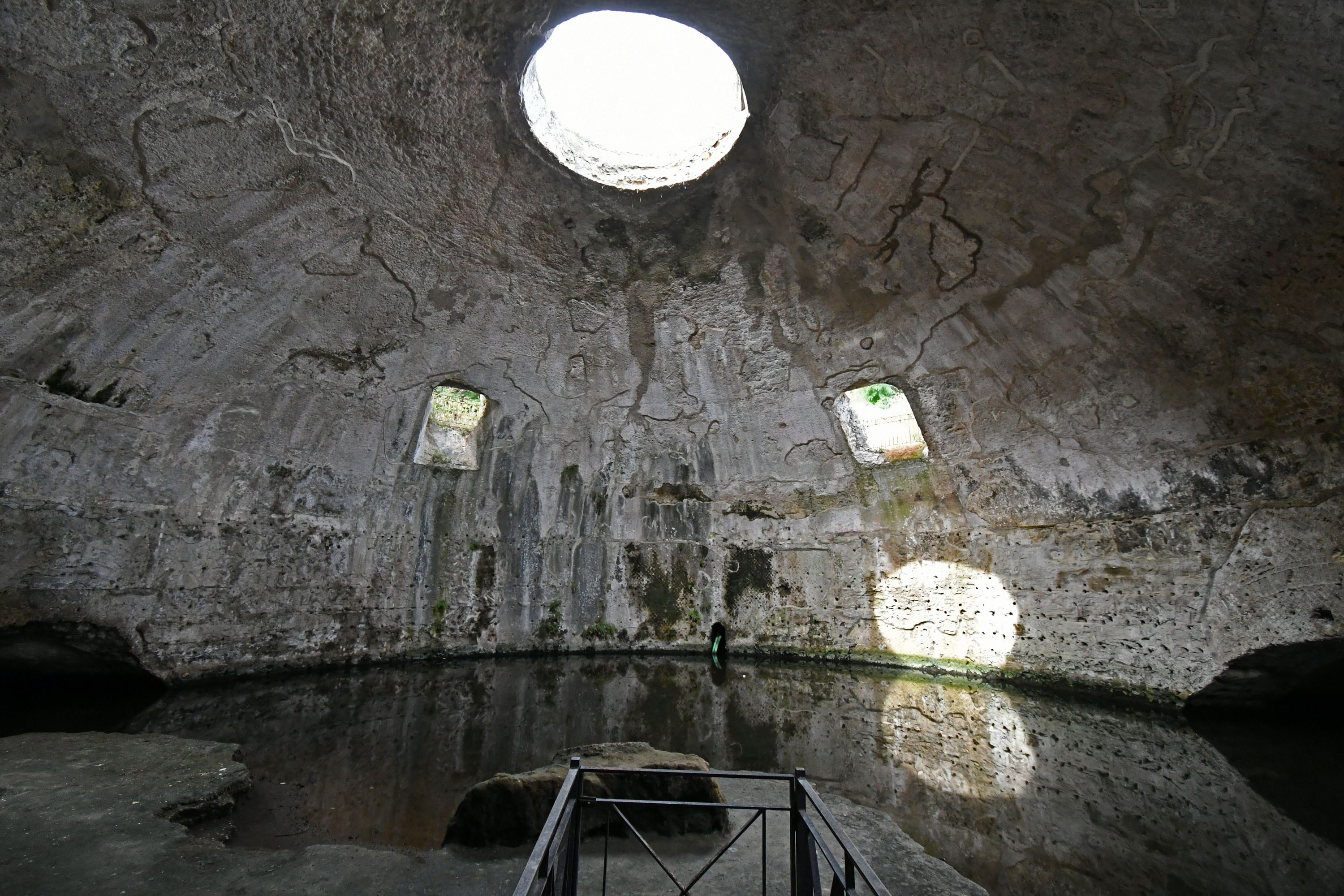
머큐리 신전

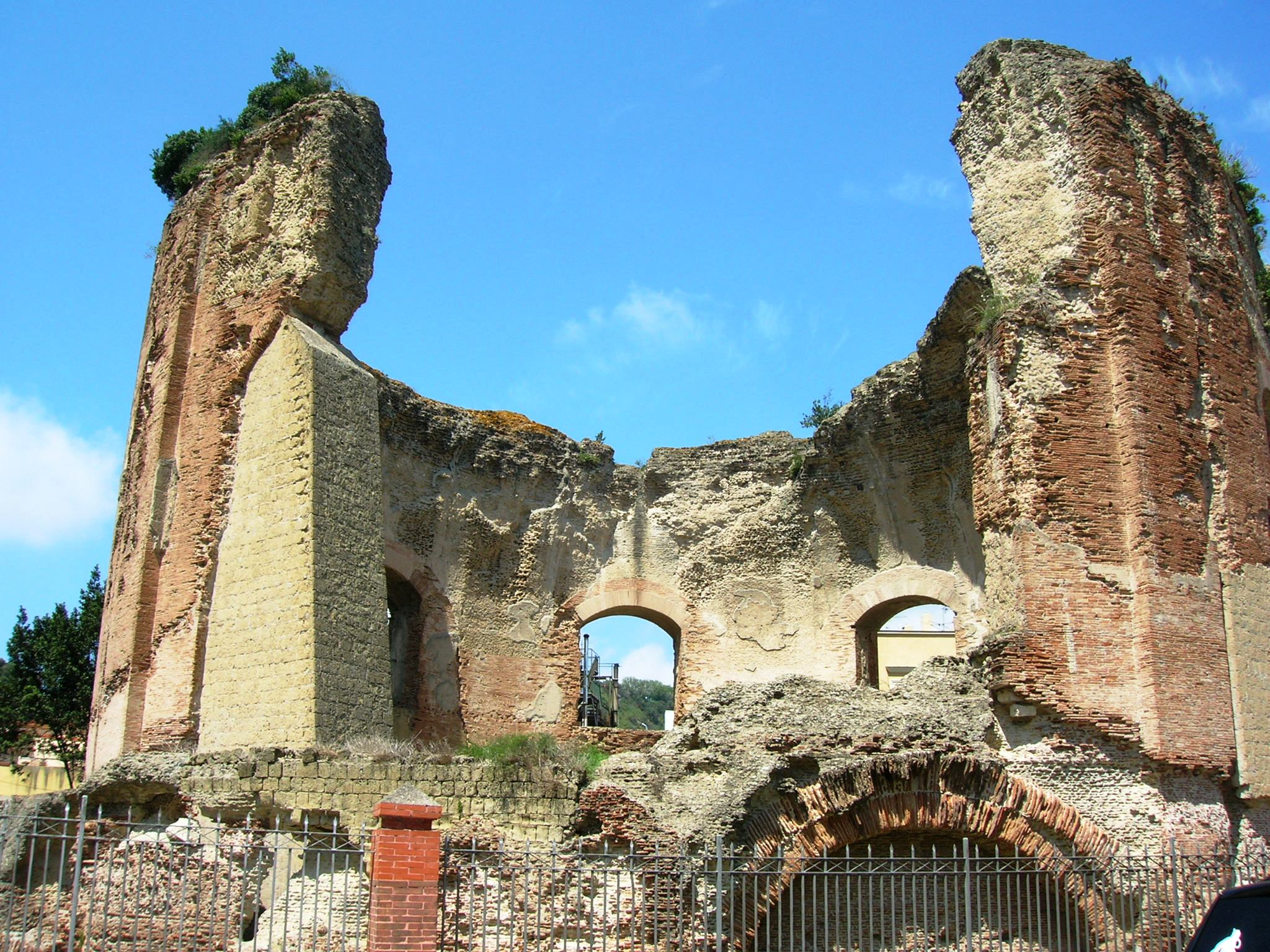
베누스 신전

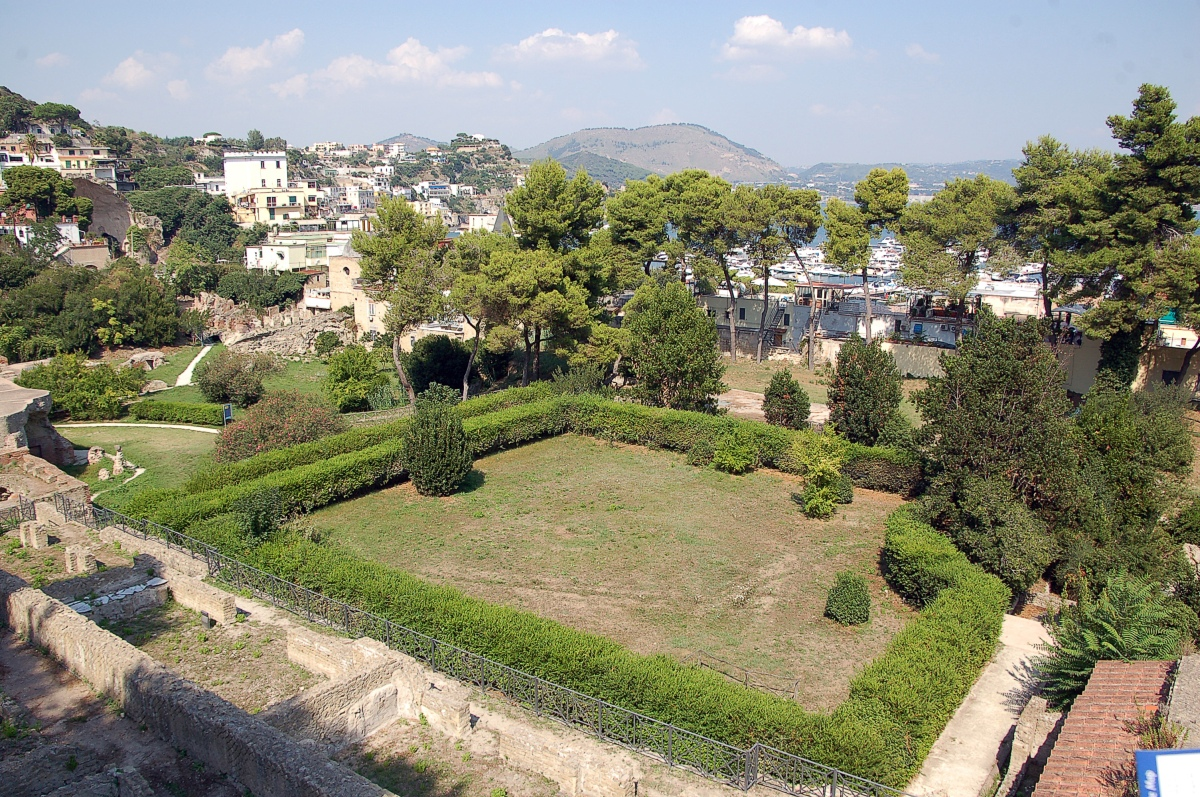
암불라티오 빌라

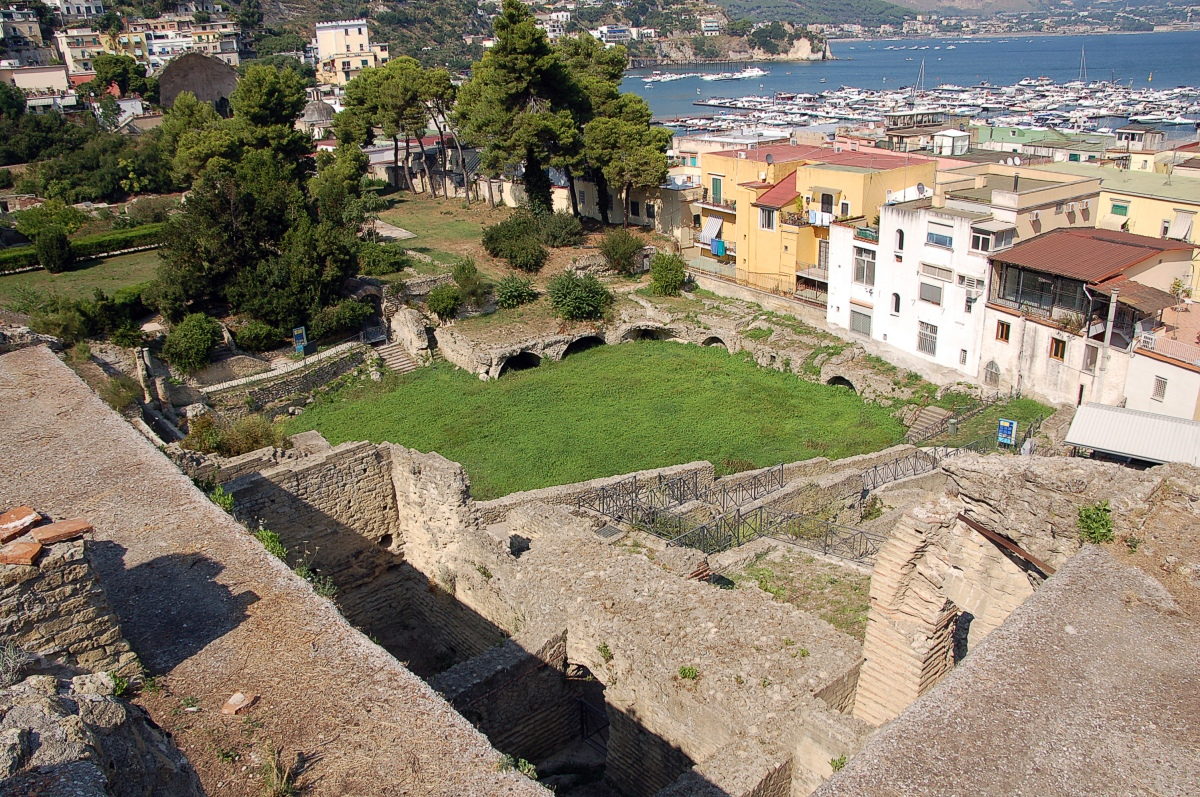
소산드라 지구

가장 뛰어나고 주목할 만한 유적지들은 이른바 메르쿠리우스 신전, 베누스 신전, 디아나 신전이라 일컬어 지는 돔처럼 생긴 구조물들이며, 이 건축물들은 바이아이의 저택 거주민들이 지은 것이라 전통적으로 본다 (실제로 이 건물들은 신전이 아니라 욕장 시설의 일부이다).

### 디아나 신전
오늘날 반 쯤은 무너진, 이 거대한 첨두 아치 구조를 띤 돔은 본래 지하에서 나오는 증기를 모아 욕장에 사용되도록 하는 역할을 했다. 사냥하는 장면을 묘사한 대리석 프리즈들로 장식되어 있었다.

### 메르쿠리우스 신전
이른바 '메르쿠리우스 신전'은 서기 128년에 로마의 판테온 건설에 앞서 세상에서 가장 컸던, 지름 21.5 m (71 ft) 길이의 넓은 돔을 갖추고 있다. 이 돔은 중심부의 구멍인 오쿨루스와, 사각형 모양의 채창 네 개가 있고, 커다란 응회암 벽돌로 만들어졌으며, 콘크리트로 만들어진, 현존하는 돔 중에 가장 오래된 것으로 알려져 있다. 로마 공화정 기간인 기원전 1세기에 지어진, 이곳 건축물은 공중 욕장의 프리기다리움 혹은 냉탕 시설을 위해 사용되어다. 18세기 당시 묘사에서, 이곳은 6개의 벽감이 있던 곳으로 보이며 그 중에 벽감 네 개는 반원형이었다.

### 베누스 신전
3m가 땅에 파묻혀 있는, 또 다른 팔각형 건축물인 이곳은 8개의 커다란 아치형 창문과 안쪽으로 수영장이 내려다보이는 발코니 하나로 이뤄져 있다. 이곳의 명칭은 이곳에서 베누스 여신상을 발견했다고 주장하는 스키피이노 마첼라 (Scipione Mazzella)라는 인물한테서 비롯했다.

### 암불라티오 빌라
바다가 내려다 보이는 곳에는 연속된 테라스 여섯 개로 이뤄진 '암불라티오 빌라가 있었고 이곳은 '메르쿠리우스 지구'로 이어지는 계단으로 연결되어 있었다. 두 번째 테라스에 세로 방향의 신랑 2개가 있는, 기다란 회랑인 '암불라티오'(ambulatio)에서 명명됐으며 이 회랑은 아래 해안가의 멋진 광경을 갖춘 넓은 출입구들로 이뤄진 포장 산책로를 의도한 것이다. 특이한 스투코의 흔적들은 중앙부 기둥의 벽돌 건축물에서 찾아 볼 수 있다.
위쪽 층은 한때 화려하게 장식된, 여가 목적으로 계획된 방들을 갖춘 거주 지역이었다. 세 번째 테라스는 현재 나무가 늘어선 정원으로 변모하였다. 네 번째 테라스는 서비스를 위한 공간이었다. 다섯 번째 테라스에는 바다 쪽으로 뚫려있고 아마 휴식 및 체류 목적으로 사용된 몇몇 방들이 있었으며 마지막 테라스 아래에는 오늘날처럼 한때 정원이 있었고, 아마도 콜로네이드로 둘러 쌓여 있었을 것이다.

### 소산드라 지구
두 개의 평행 계단으로 둘러싸인 '소산드라 신전' 혹은 지구는 1953년에 발견되어 현재는 나폴리 국립박물관에서 소장 중인 조각상의 이름에서 비롯했다.
네 개의 테라스에 있는 이 지구는 이곳의 의도를 알아내기 어렵게 하지만 스파, 빌라, 호스피탈리아 (인접한 스파를 찾은 방문객들을 위한 호텔의 일종)이거나 가까운 미세노 함대의 선원들의 유흥을 위한 곳이다.
가장 높은 테라스는 서비스 공간과 천장에 화려한 스투코 장식이 된 소규모 욕장이 이었다. 다음 층은 바다와 트여있는 넓은 테라스이고 세 면이 포르티코로 되어 있었다. 정원에는 개방된 트리클리니움 세 곳의 범위를 규정한 것으로 보이는, 평행으로 된 벽 네 개가 있었다. 페리스타일 위쪽으로는 한때 화려하게 장식되어 있던 거주 공간들이 일부 있었으며, 특히나 기하학적 프레임으로 된 극장용 마스크를 나타내고 있는 귀중한 모자이크 바닥이 있었다. 이 층 아래는 다섯 개 아치형 공간들이 얹혀 있는 반원 건축물이었으며, 이 아치형 공간들은 인상적인 구성을 이루는, 한때 벽감과 기둥으로 장식된 파사드로 숨겨져 있었다. 이 건축물 단지의 축에는 넓은 외부의 원형 탱크에서 물이 공급되었던, 님파에움으로 쓰였던 것으로 보이던 공간이었다. 아래층 테라스의 페리스타일에는 두 개의 연속된 시기의 그림들이 있었는데, 서기 1세기 중엽의 이집트풍 (이시스 신앙의 인물들과 상징들)의 그림들과, 건축물의 도면 안에 남성과 여성을 묘사한 2세기의 그림들이 큰 부분을 차지하고 있다.

### 그 외

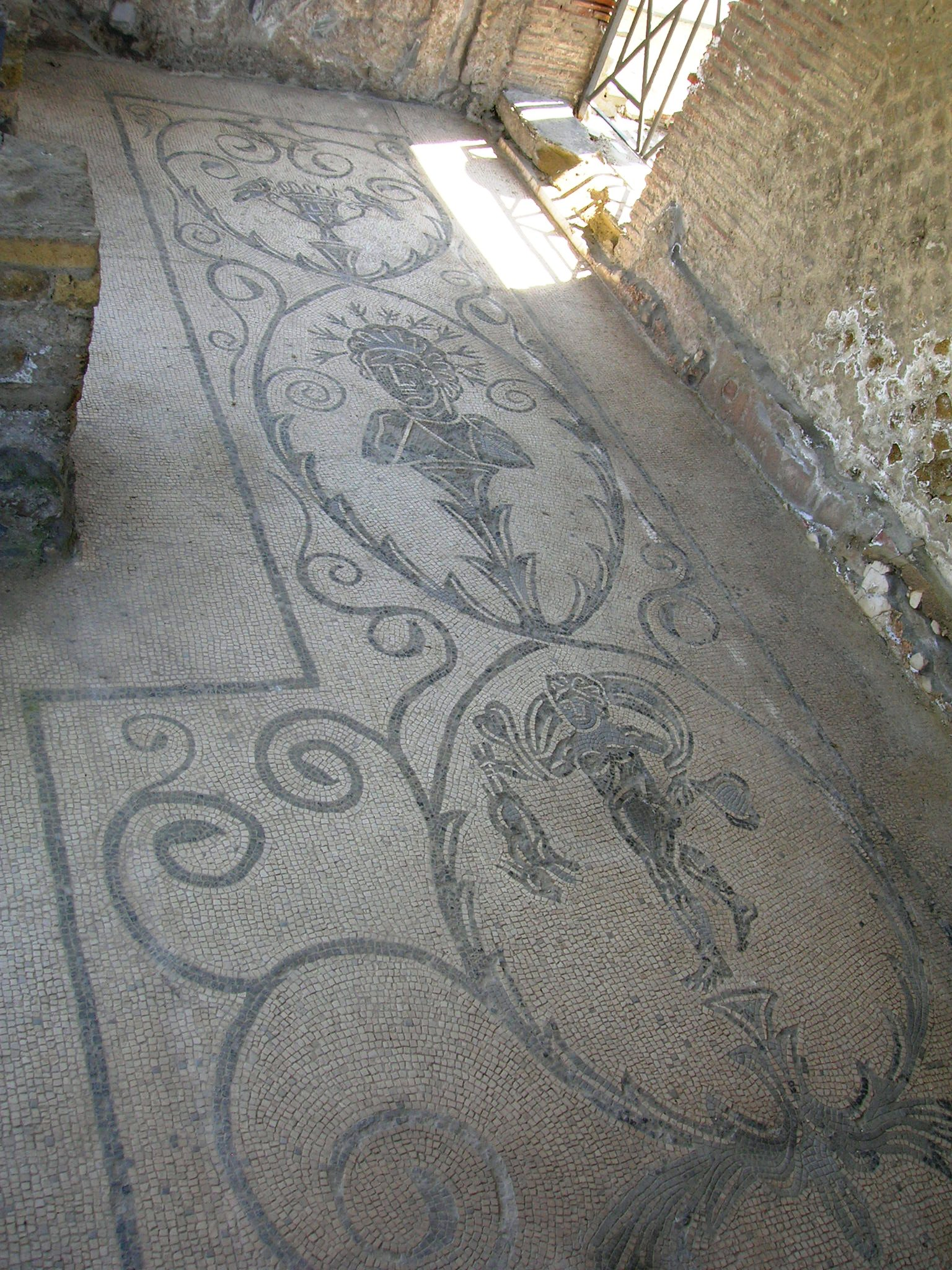
베누스 욕장의 모자이크

클라우디우스 황제의 님파에움은 완전히 바다에 잠겼으며, 이곳에 있던 조각품들은 바이아이에 위치한 로캄피 플레그레이 고고학 박물관으로 옮겨졌으며, 또한 유적지에서 발굴된 다른 유물들도 보관되고 있다.
바이아이의 대중 및 사설 욕장들은 오늘날까지도 여전한 지하의 온천수에서 전해진, 따뜻한 광천수로 채워졌다. 로마의 공학자들은 또한 사우나 같은 역할을 했던 시설들로 지열을 이어준, 시설물을 건설할 수 있기도 했다. 오락 기능 외에도, 욕장들은 고대 로마의 의학에서 여러 질병들을 치료하는 데 사용되었고 의사들도 환자들을 온천욕을 하도록 했을 것이다.
바이아이는 아콰 아우구스타에서 나오는 신선한 음수를 공급받았으며, 이 수도교의 단면은 인근에서 볼 수 있다.

## 참고 문헌
- Baynes, T.S., 편집. (1878), 〈Baiæ〉, 《브리태니커 백과사전》 3 9판, 뉴욕: Charles Scribner's Sons, 240쪽
- Chisholm, Hugh, 편집. (1911), 〈Baiae〉, 《브리태니커 백과사전》 3 11판, 케임브리지 대학교 출판부, 214쪽
- 〈Baiae〉, 《Encyclopædia Britannica Online》, 2007.
- Altshuller, Mark (1992), 〈The Transition to the Modern Age: Sentimentalism and Preromanticism, 1790–1820〉,   Moser, Charles, 《The Cambridge History of Russian Literature, rev. ed.》, Cambridge University Press, ISBN 0521425670
- Mark, R.; Hutchinson, P. (March 1986), 〈On the Structure of the Roman Pantheon〉, 《Art Bulletin》 68.
- Waywell, Geoffrey B.; Laev, Raoul (1986), 《The Lever and Hope Sculptures: Ancient Sculptures in the Lady Lever Art Gallery, Port Sunlight, and a Catalogue of the Ancient Sculptures Formerly in the Hope Collection, London and Deepdene》.
- Yegül, Fikret K. (1996), 〈The Thermo-Mineral Complex at Baiae and De Balneis Puteolanis〉, 《The Art Bulletin》, 78, No. 1, 137–161쪽